# Cangoderces koupeensis
Espèce
Cangoderces koupeensis est une espèce d'araignées aranéomorphes de la famille des Telemidae.

## Distribution
Cette espèce est endémique du Cameroun.

## Étymologie
Son nom d'espèce, composé de koupe et du suffixe latin -ensis, « qui vit dans, qui habite », lui a été donné en référence au lieu de sa découverte, le mont Koupé.

## Publication originale
- Baert, 1985 : Telemidae, Mysmenidae and Ochyroceratidae from Cameroon (Araneae): Scientific report of the Belgian Mount Cameroon Expeditions 1981 and 1983 (no. 13). Biologisch Jaarboek Dodonaea, vol. 53, p. 44-57.